# 夏洛特·朗巴克
夏洛特·朗巴克（法語：Charlotte Lembach，1988年4月1日—）生于斯特拉斯堡，是一名法国女子击剑运动员，主攻佩剑。她在六岁半时开始练习击剑，当时她的母亲为她和她哥哥报名加入一家体育训练营，一开始她因为未满七岁而无法参加课程，后来领队同意让她加入训练营。最初她练习的是花剑，1998年她改练佩剑。2009年，她首次获成年国家队征召，参加欧洲锦标赛和世界锦标赛，然而她因伤病问题而被迫放弃参赛。